# Тунелопробивна машина
Тунелопробивната машина (от английски Tunnel Boring Machine – TBM), също известна като „къртица“ или „щит“, е машина, която е използвана при изграждането на тунели с кръгло напречно сечение в най-различни видове почви, твърди и меки скали, включително и пясък. Машината може също да бъде използвана за прокопаване на микротунели. Тунелът може да бъде с диаметър в диапазона от един метър (микротунели) и да достигне до 19.25 метра (известни към момента). Тунели с по-малко от метър в диаметър, обикновено се правят с помощта на безтраншейни строителни способи или на хоризонтално насочени сондажи.
Тунелопробивната машина се използва като алтернативен на взривно-пробивния способ, обичайно прилаган в класическото ръчно минно прокопаване.
Предимствата на „къртицата“ са в по-ограниченото въздействие върху заобикалящата среда, както и наличието на много добре оформени тунелни стени. Тези фактори значително намаляват и разходите за прокопаване на тунела, правейки възможно дори прокопаването под много гъсто застроени населени места.
Основния недостатък на тази машина е нейната много висока цена – първоначалното и построяване е скъпоструващо, но и самото и превозване до строителната площадка изисква извънгабаритни превозни средства и специална временна организация на движението.
Колкото дължината на тунела е по-голяма, толкова и относителната цена на тунелопробивната машина намалява спрямо класическите способи за прокопаване. Това е така и благодарение на по-високата средна скорост на копаене.